# Įstras
Įstras je řeka na severu Litvy, protéká okresy Panevėžys a Pasvalys, je to pravý přítok řeky Lėvuo, do které se vlévá ma severním okraji vsi Talačkoniai, 4 km na jihozápad od okresního města Pasvalys, 9,0 km od jejího ústí do řeky Mūša. Je dlouhá 40,5 km. Pramení na jižním okraji rašeleniště Klimbalė, 14 km na severovýchod od Panevėžysu, v lesním masívu Žalioji giria, nedaleko od silnice č. 191 Panevėžys - Vabalninkas. Teče zpočátku asi 3 km směrem západním, potom 3 km směrem jižním a v blízkosti severního okraje Panevėžysu se obloukem k západu stáčí až do protisměru - do směru severního, který dále převládá většinu toku až do soutoku. Několikrát křižuje mezinárodní silnici č. E67, která je zde zároveň dálnicí A10 Panevėžys - Pasvalys - Bauska, jinak také nazývanou Via Baltica. Ve vsi Paįstrys protéká rybníkem Paįstrio tvenkinys.

## Přítoky
- Levé: Į - 1 (vlévá se 29,3 km od ústí),
- Pravé: Berninykas (28,9 km), Kryžių ravas (25,3 km), Laidė (17,3 km), Į - 2 (12,6 km),

## Obce při řece
Paįstrys, Gegužinė, Pumpėnai, Talkoniai, Kalnas, Talačkoniai